# St. Peter und Paul (Bad Oeynhausen)
Die Pfarrkirche St. Peter und Paul ist eine von zwei römisch-katholischen Kirchen in Bad Oeynhausen im ostwestfälischen Kreis Minden-Lübbecke in Nordrhein-Westfalen.
Die Pfarrei gehört zum Pastoralen Raum WerreWeser, dessen Leiter hier seinen Sitz hat.
Dem Pastoralen Raum übergeordnet sind das Dekanat Herford-Minden und das Erzbistum Paderborn.
Zur Pfarrei gehört auch die Pfarrvikarie St. Johannes Evangelist im Stadtteil Eidinghausen.

## Lage
Die Kirche liegt direkt an der Straße „Westkorso“ am nordwestlichen Rand des Kurparks von Bad Oeynhausen. Das Kirchengelände grenzt nördlich an die Gollwitzer-Meier-Klinik.

## Geschichte
Als um 1851 die ersten katholischen Gottesdienste in Bad Oeynhausen stattfanden, wurde das Gebiet der heutigen Pfarrei von Herford aus betreut. Die Gemeinde wurde im Jahr 1861 zur selbstständigen Missionspfarrei und im Jahr 1909 zur selbstständigen Pfarrei erhoben. Das Gebiet der Pfarrgemeinde verkleinerte sich 1956 durch die Errichtung der Pfarrei St. Laurentius in Löhne und der Pfarrvikarie St. Johannes Evangelist in Eidinghausen. Diese Umgestaltung war durch die gestiegene Zahl der Katholiken durch Flüchtlingsströme nach Kriegsende bedingt.
König Friedrich Wilhelm IV. von Preußen veranlasste 1857 den Bau zweier Kirchen für beide großen Konfessionen in der Nähe des Kurparks. Nach Verzögerungen durch den Deutsch-Französischen Krieg begann der Bau erst 1871 nach Plänen des Architekten Friedrich August Stüler.
Zwischen 1922 und 1929 wurde für die neugotische Kirche ein Anbau errichtet, der die ursprüngliche Kirche nach Norden erweiterte. In den 1970er Jahren wurde ein Neubau geplant. Da die ursprüngliche Kirche schon damals unter Denkmalschutz stand, musste dieser Gebäudebestand erhalten bleiben. Der Anbau wurde abgerissen und durch die heutige Hauptkirche nach dem Plan von Rainer Disse ersetzt.

## Baubeschreibung
Die ursprünglich erbaute, denkmalgeschützte Kirche (genannt Oberkirche) wird heute vor allem für Werktags- und Kleinkindergottesdienste genutzt und steht regelmäßig für das persönliche Gebet zur Verfügung.
Der Grundriss ist ein griechisches Kreuz. Die Kirche hat ein hölzernes Deckengewölbe und in drei der Kreuzarme Emporen. Im vierten, östlichen Arm ist der Altarraum.
Die Umgestaltung der Kirche hatte den Abriss des ersten und den Neubau des jetzigen Anbaus zur Folge.
Die heutige Hauptkirche liegt zum großen Teil unterhalb der Erdoberfläche, da vorgesehen war, die historische Kirche alleine stehen zu lassen.

## Ausstattung

### Oberkirche

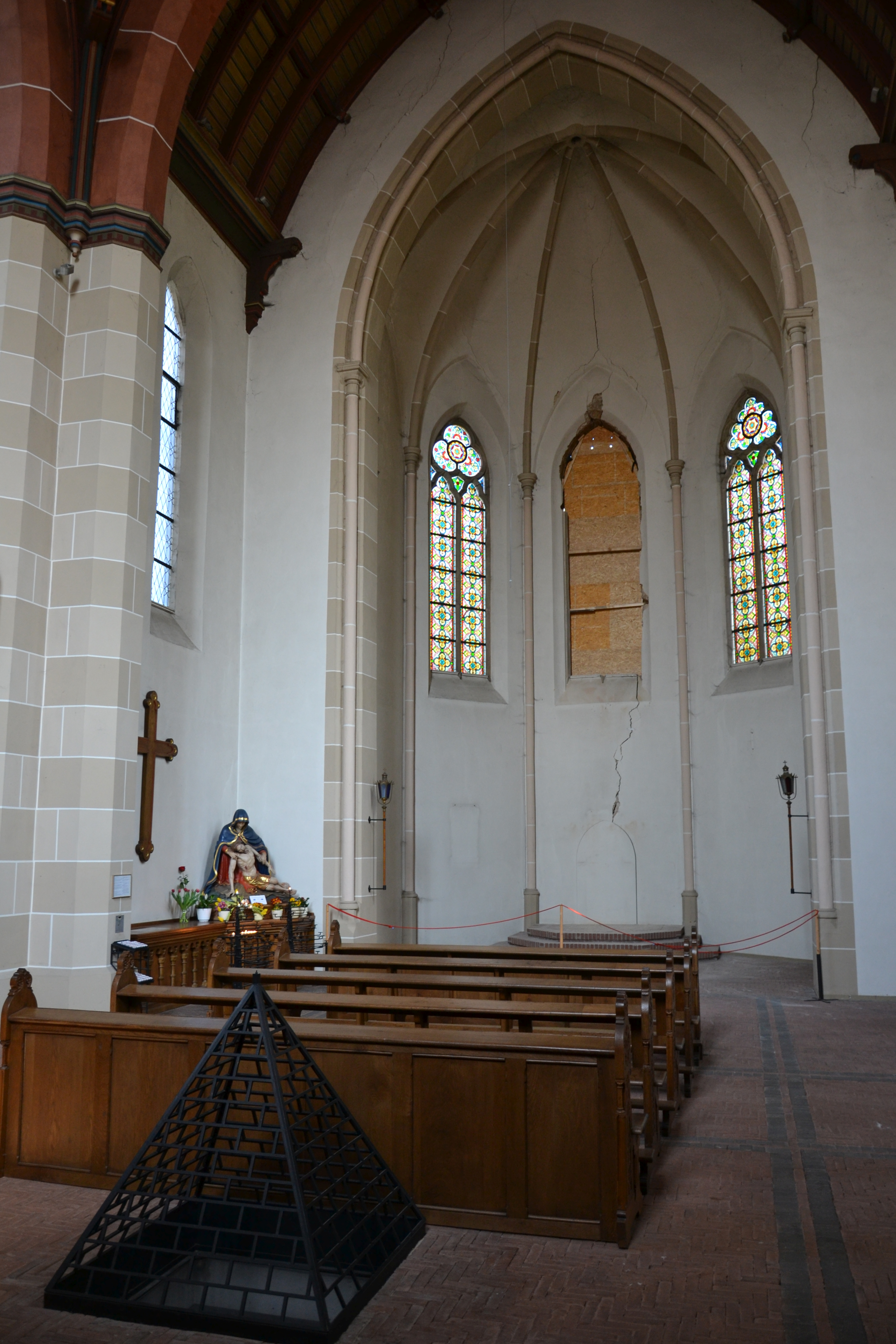
Katholische Kirche St. Peter und Paul, Absis

Im Altarraum befinden sich neben dem Tabernakel die holzgeschnitzten Verkleidungen der Kanzel des abgerissenen Anbaus.
Die Bänke, die heute in der Oberkirche zu finden sind, wurden ursprünglich für eine andere Kirche hergestellt.
Außerdem finden sich in der Oberkirche verschiedene Mariendarstellungen. Die Pietà links vom Altar und die ikonische Darstellung Marias, rechts vom Eingang, bieten die Möglichkeit zum Entzünden von Opferlichtern.
Im Eingang befindet sich eine Statue des hl. Georg. Vom Altar aus gesehen auf der rechten Seite an einem Bogenpfeiler befindet sich eine Statue der hl. Elisabeth von Thüringen, an dem gegenüberliegenden Pfeiler eine Statue des hl. Nikolaus.
An der Wand zu den Treppen zur Hauptkirche befinden sich außerdem zwei weitere kleine Heiligenstatuen.

### Hauptkirche
Der Altar steht zentral im Kirchraum unterhalb eines großen Oberlichts, sodass Tageslicht auf den Altar fällt. In einer Linie dahinter sind Ambo und Tabernakel angeordnet.
Die Bänke sind im oktogonalen Raum zum Altar zentriert, nur durch Tabernakel und Orgel unterbrochen, aufgebaut. Dies verdeutlicht die Haltung in der Folge des zweiten vatikanischen Konzils, das Allerheiligste in der Gemeinschaft der Gemeinde zu feiern und zu verehren.
In der Hauptkirche ist rechts neben der Orgel eine gestiftete Marienstatue zu finden. Hinter dem Taufbecken gibt es außerdem eine Figur des hl. Martin. Auf der anderen Seite der Kirche, an den Treppenaufgängen zur Oberkirche befindet sich auf der, vom Altar aus gesehen, rechten Seite eine Holzstatue des hl. Thomas Morus, ein Geschenk der in der Besatzungszeit die Kirche nutzenden Engländer. Auf der Seite des anderen Treppenaufgangs befindet sich eine Statue des Apostels Paulus.

#### Andachtsraum
Der Andachtsraum wurde zur Landesgartenschau Bad Oeynhausen/Löhne 2000 (heute: Landschaftspark Aqua Magica) gestaltet und befindet sich unterhalb der Oberkirche. Er ist durch eine Gittertür von der Hauptkirche abgetrennt. Durch eine gläserne Pyramide kommt Licht aus der Oberkirche in den Raum. Er beinhaltet einen Brunnen mit einem kleinen Altar um den Stühle für Messfeiern von kleineren Gruppen stehen. Ebenso steht hier der Tabernakel, der aus dem abgerissenen Anbau kommt.

## Instrumente

### Orgel
Die Orgel ist in der Hauptkirche rechts neben Tabernakel und Altar positioniert. Der Organist ist somit auf einer Ebene mit der Gemeinde.

### Harmonium
Das Harmonium ist in der Oberkirche auf der Empore über den Treppen zur Hauptkirche zu finden. Vom allgemein zugänglichen Bereich ist es allerdings, von der Emporenbrüstung verdeckt, kaum zu sehen.

## Glocken
Während der Zeit des ersten Anbaus war ein Glockenturm vorhanden. Mit seinem Abriss ist auch der Glockenturm abgerissen worden. Die Glocken wurden an andere Gemeinden weitergegeben.

## Nutzung
Die Hauptkirche dient vor allem großen Messfeiern zum Sonntag oder zu Feiertagen.
Werktags werden die Gottesdienste vor allem in der Oberkirche oder auch im Andachtsraum gefeiert. Außerdem lädt die offene Kirche zum persönlichen, stillen Gebet ein.
Da die Hauptkirche zum Teil unterirdisch liegt, ist es möglich, das Kirchendach zu betreten. Dies wird unter anderem für Feiern der Gemeinde genutzt.